# Andreas Tegge
Andreas Tegge (* 14. März 1568 in Hamburg; † 15. August 1650 ebenda) war ein deutscher Offizier und Hamburger Oberalter.

## Leben
Im Jahr 1619 wurde Tegge erster Bürgercapitain der 2. Kompanie im Regiment Sankt Petri der, nach dem Ausbruch des Dreißigjährigen Krieges, neu gegründeten Hamburger Bürgerwache.
1620 wurde eine Deputation von 60 Bürgern von der Hamburger Bürgerschaft gewählt. Diese sogenannten Sechsziger erarbeiteten eine neue Accise- und Licent-Ordnung. Des Weiteren besprachen sie alljährlich in der Osterwoche die Mängel und Gebrechen, welche während des Jahres bei den Oberalten und Kämmereibürgern gemeldet wurden, und zogen die Schuldigen zur Rechenschaft. Tegge gehörte im Jahr 1621 diesen Sechzigern an.
Am 21. August 1621 wurde er zum Provisor des Hiobs-Hospitals, welches damals Pockenhaus hieß, gewählt. Die acht Provisoren wurden auf Lebenszeit vom Senat gewählt und übernahmen den Vorstand abwechselnd jeweils für ein Jahr. In den Jahren 1627, 1636–1637 und 1643–1644 war Tegge Vorsteher des Pockenhauses.
Im Jahr 1625 wurde Tegge Jurat an der Hauptkirche Sankt Petri. Am 17. Mai 1626 wurde er zum bürgerlichen Richter an das Niedergericht gewählt.
1626 gehörte Tegge der Deputation an, welche die nötigen Mittel, Gelder und Soldaten auftreiben sollten, um das zu Hamburg gehörende Amt Ritzebüttel zurückzuerobern. Zuvor hatte der Heerführer Christian Wilhelm von Brandenburg das Schloss Ritzebüttel eingenommen und den Amtmann Hans Schaffshausen (1556–1638) gefangen gesetzt. Erst nachdem mehrere Kriegsschiffe von Hamburg die Elbe hinab nach Ritzebüttel segelten, zogen die Besetzer ab.
Am 25. August 1630 wurde Tegge zum Kämmereibürger und am 21. März 1631, für den verstorbenen Jürgen Schrötteringk (1551–1631), zum Oberalten im Kirchspiel Sankt Petri gewählt. Im Jahr 1636 war er Präses des Kollegiums der Oberalten und  wurde 1648 Leichnamsgeschworener. Als er zwei Jahre später starb, wurde Johann Moller (vom Adlerklau) (1594–1655) sein Nachfolger als Oberalter.
Tegge stiftete der Hauptkirche Sankt Petri ein farbiges Fenster mit den Bildnissen der Apostel Petrus und Paulus. Dieses Fenster fiel jedoch dem Hamburger Brand 1842 zum Opfer.

## Familie
Am 11. Januar 1608 heiratete er Anna Busch (1588–1655) und hatte mit ihr sechs Kinder. Sein Sohn Barthold (1617–1661) starb als Hamburger Kaufmann in Stockholm.
Der Jurist und Ratssekretär, Bernhard Tegge (1561–1606), war ein Bruder des Oberalten.